# Ноеми
Вероника Скопелити (итал. Veronica Scopelliti; Рим, Италија, 25. јануар 1982), познатија под псеудонимом Ноеми, италијанска је певачица.

## Биографија
Рођена је у Риму. Први успех за Ноеми долази 2009, када је постала финалиста на такмичењу X-Factor. Деби албум објављује у октобру 2009. Плоча је била успешна и продата у више од 50.000 примерака. Од дана 15. маја 2009. до 29. августа 2009. Ноеми је била на турнеји по Италији и Словенији.
Оба албума Sulla mia pelle и RossoNoemi из 2011. су постали платинасти, што сврстава Ноеми као једну од најпопуларнијих италијанских певачица данашњице. Има млађу сестру Аријану, која је дипломирани правник, а током првих година каријере била јој је менаџер.

## Дискографија
- 2009 Sulla mia pelle
- 2010 Sulla mia pelle (Deluxe Edition)
- 2011 RossoNoemi
- 2012 RossoNoemi - 2012 Edition

## Наступи на фестивалу Сан Ремо
- 2010 — Per tutta la vita (4. место)
- 2012 — Sono solo parole (3. место)
- 2014 — Un'uomo é un albero (elimisana)/ Bagnati dal sole (5.mesto)
- 2016 — La borsa di una donna (8.mesto)
- 2018 — Non smettere mai di cercarmi (14.mesto)
- 2021 — Glicine (14.mesto)
- 2022 — Ti amo , ma non lo so dire (15.mesto)